# Sfas Emes
Yehuda Aryeh Leib Alter (en hébreu, יהודה אריה ליב אלתר), connu comme le Sfas Emes (en yiddish) ou le Sefat Emet (en hébreu) (15 avril 1847, Varsovie, Pologne-11 janvier 1905, Góra Kalwaria, Pologne) est le troisième Rebbe de la Dynastie hassidique de Gour, dont les commentaires et la philosophie continuent d'influencer le judaïsme contemporain.

## Éléments biographiques
Yehudah Aryeh Leib Alter est né en 1847 (5608) à Varsovie, en Pologne. Il est le fils du rabbin Avraham Mordechai Alter et de Esther Alter née Landsztajn. À l'âge de huit ans, il se retrouve orphelin de son père, qui est déjà veuf. Il est élevé par ses grands-parents, le rabbin Yitzchak Meir Alter, le Chiddushei Harim et son épouse.